# Estación Iyomiyoshi

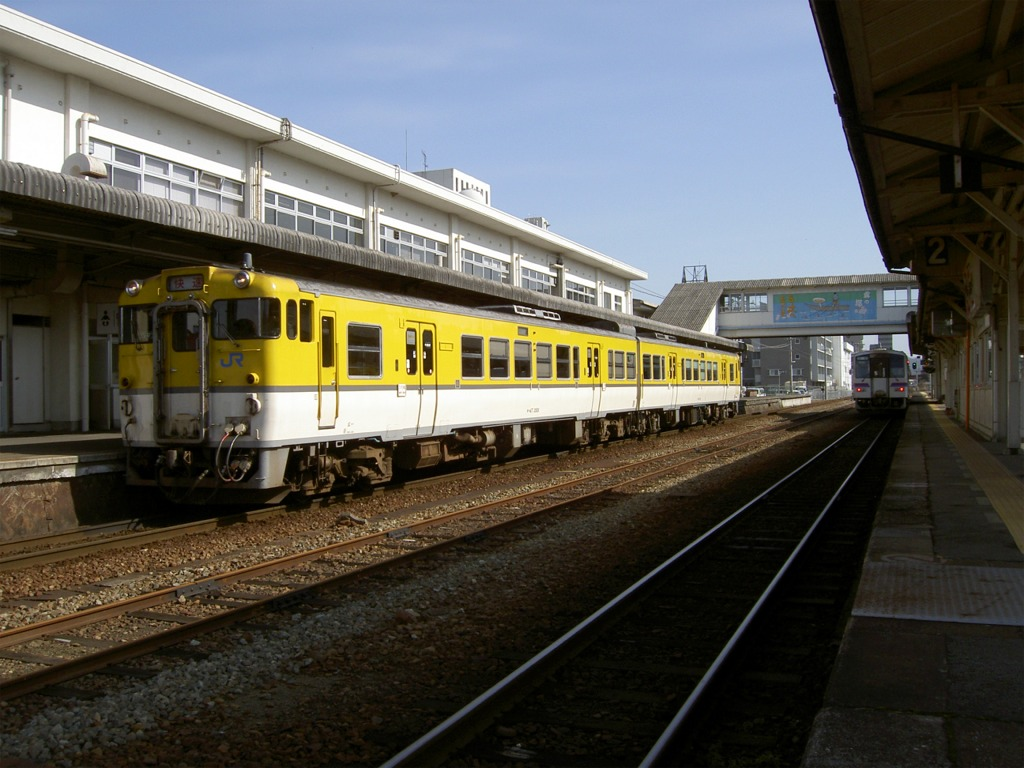
Estación Miyoshi

La estación Iyomiyoshi (伊予三芳駅 Iyomiyoshi-eki?) es una estación de la línea Yosan de la Japan Railways que se encuentra en la ciudad de Saijō de la prefectura de Ehime. El código de estación es el "Y37".

## Estación de pasajeros
Cuenta con dos plataformas, entre las cuales se encuentran las vías. Cada plataforma cuenta con un andén (andenes 1 y 2). El andén 2 es el principal y, solo para permitir el sobrepaso a los servicios rápidos se utiliza el andén 1.
La venta de pasajes está terciarizada, actualmente está a cargo de un quiosco.

### Andenes
| 1 | ● Línea Yosan | Hacia Nyūgawa, Saijō, Niihama, Iyomishima, Kawanoe y Kanonji (solo para permitir el sobrepaso a los servicios rápidos) |
| 1 | ● Línea Yosan | Hacia Imabari, Hōjō y Matsuyama (solo para permitir el sobrepaso a los servicios rápidos)                              |
| 2 | ● Línea Yosan | Hacia Nyūgawa, Saijō, Niihama, Iyomishima, Kawanoe y Kanonji (los servicios rápidos no se detienen)                    |
| 2 | ● Línea Yosan | Hacia Imabari, Hōjō y Matsuyama (los servicios rápidos no se detienen)                                                 |

## Alrededores de la estación
- Delegación Miyoshi de la dependencia Tōyo del Ayuntamiento de la ciudad de Saijō
- Supaku Tōyo (すぱーく東予 Supāku Tōyo?) (un complejo de gateball cubierto)

## Historia
- 1923: el 1° de octubre se inaugura la estación Iyomiyoshi.
- 1987: el 1° de abril pasa a ser una estación de la división Ferrocarriles de Pasajeros de Shikoku de la Japan Railways.

## Estación anterior y posterior
- Línea Yosan 
  - Estación Nyugawa (Y36)  <<  Estación Iyomiyoshi (Y37)  >>  Estación Iyosakurai (Y38)